# Yilong (köpinghuvudort i Kina, Heilongjiang Sheng, lat 47,47, long 125,36)
Yilong (kinesiska: 依龙, 依龙镇) är en köpinghuvudort i Kina. Den ligger i provinsen Heilongjiang, i den nordöstra delen av landet, omkring 210 kilometer nordväst om provinshuvudstaden Harbin. Antalet invånare är 45 215. Befolkningen består av 22 679 kvinnor och 22 536 män. Barn under 15 år utgör 15,0 %, vuxna 15-64 år 77 %, och äldre över 65 år 6,0 %.
Runt Yilong är det ganska tätbefolkat, med 120 invånare per kvadratkilometer. Det finns inga andra samhällen i närheten. Trakten runt Yilong består till största delen av jordbruksmark.
Genomsnittlig årsnederbörd är 823 millimeter. Den regnigaste månaden är juli, med i genomsnitt 261 mm nederbörd, och den torraste är januari, med 6 mm nederbörd.